# WW2D
WW2D — віртуальний атлас. Використовуючи фотографії високої роздільної здатності, отримані з супутників та аерозйомкою, WW2D надає повну двовимірну карту Землі. Розповсюджується згідно з GNU General Public License. Є клоном програми NASA World Wind.
Програма заснована на технології динамічної підкачки зображень і даних з Інтернету.

## Можливості програми
- Менеджер шарів дозволяє варіювати кількістю інформації, що відображається. WW2D може показувати назви країн, материків, океанів, річок, гір, поселень, межі держав і так далі
- Менеджер додатків виводить список розширень з їх короткими описами.
- Модулі розширень.